# Riadh Jelassi
Riadh Jelassi (7 luglio 1971) è un ex calciatore tunisino, di ruolo attaccante.

## Palmarès

### Club

#### Competizioni nazionali
- Campionato tunisino: 4

Étoile du Sahel: 1996-1997
Espérance: 2001-2002, 2002-2003, 2003-2004
- Coppa di Tunisia: 1

Étoile du Sahel: 1995-1996

#### Competizioni internazionali
- Coppa delle Coppe d'Africa: 1

Étoile du Sahel: 1997
- Coppa CAF: 2

Étoile du Sahel: 1995, 1999
- Supercoppa CAF: 1

Étoile du Sahel: 1998
- Coppa delle Coppe dell'AFC: 1

Al-Shabab: 2000-2001